# Abu Fukayha
Abu Fukayha (arabisch أبو فكيهة; * 540; † 620) war ein Sahaba des Islamischen Propheten Muhammed.

## Biographie
Abu Fukayha gehörte zum Stamm Azd aus dem Jemen. In Mekka war er ein Sklave von Safwan ibn Umayya ibn Muharrith. Abu Fukayha gehörte zu den Muslimen, welche mit Dschafar ibn Abi Talib nach Abessinien auswanderten. Nachdem Abu Fukayha zum Islam konvertiert war erlitt er Verfolgung und Folter. Unter der Folter verleugnete Abu Fukayha seinen Glauben zum Islam. Mohammed erfuhr dies, sagte jedoch, dass jemand, der unter Folter seinen Glauben leugnet, nicht sündigt.
Abu Fukayha saß mit anderen Sahaban mit den Propheten in der Kaaba. Die Quraisch verspotteten den Propheten, wenn sie ihn mit den armen Sahaba sahen. Der Prophet antwortete darauf. Diese Antwort ist in einigen koranischen Versen überliefert.
Und weise nicht diejenigen ab, die morgens und abends ihren Herrn anrufen im Begehren nach Seinem Angesicht! Dir obliegt in keiner Weise, sie zur Rechenschaft zu ziehen, und ihnen obliegt in keiner Weise, dich zur Rechenschaft zu ziehen. Wenn du sie abwiesest, dann würdest du zu den Ungerechten gehören.
Und so haben Wir die einen von ihnen durch die anderen einer Prüfung unterzogen, so daß sie sagen: „Hat Allah diesen da aus unserer Mitte eine Wohltat erwiesen?“ Weiß nicht Allah am besten über die Dankbaren Bescheid?
Und wenn diejenigen, die an Unsere Zeichen glauben, zu dir kommen, dann sag: Friede sei auf euch! Euer Herr hat Sich Selbst Barmherzigkeit vorgeschrieben: Wer von euch in Unwissenheit Böses tut, aber danach dann bereut und (es) wieder gutmacht, so ist Er Allvergebend und Barmherzig.